# جائزة إيطاليا الكبرى 1975
جائزة إيطاليا الكبرى 1975 هو سباق فورمولا 1 أقيم بتاريخ 7 سبتمبر 1975 في حلبة مونزا. كان الثالث عشر من أصل 14 في بطولة العالم لسباقات الفورمولا واحد موسم 1975. حلّ السويسري كلاي ريجاتسوني أولا بينما جاء البرازيلي إيمرسون فيتيبالدي في المركز الثاني وحصل على المركز الثالث النمساوي نيكي لاودا.